# Nerve (Jojo Mayer)
 (septembre 2016).
Pour les articles homonymes, voir Nerve.
Nerve est un groupe basé à New York (États-Unis) formé autour du batteur Jojo Mayer. Il évolue entre jazz et musique électronique.

## Membres du groupe
- Jojo Mayer : batterie
- John Davis : contrebasse
- Jacob Bergson : claviers

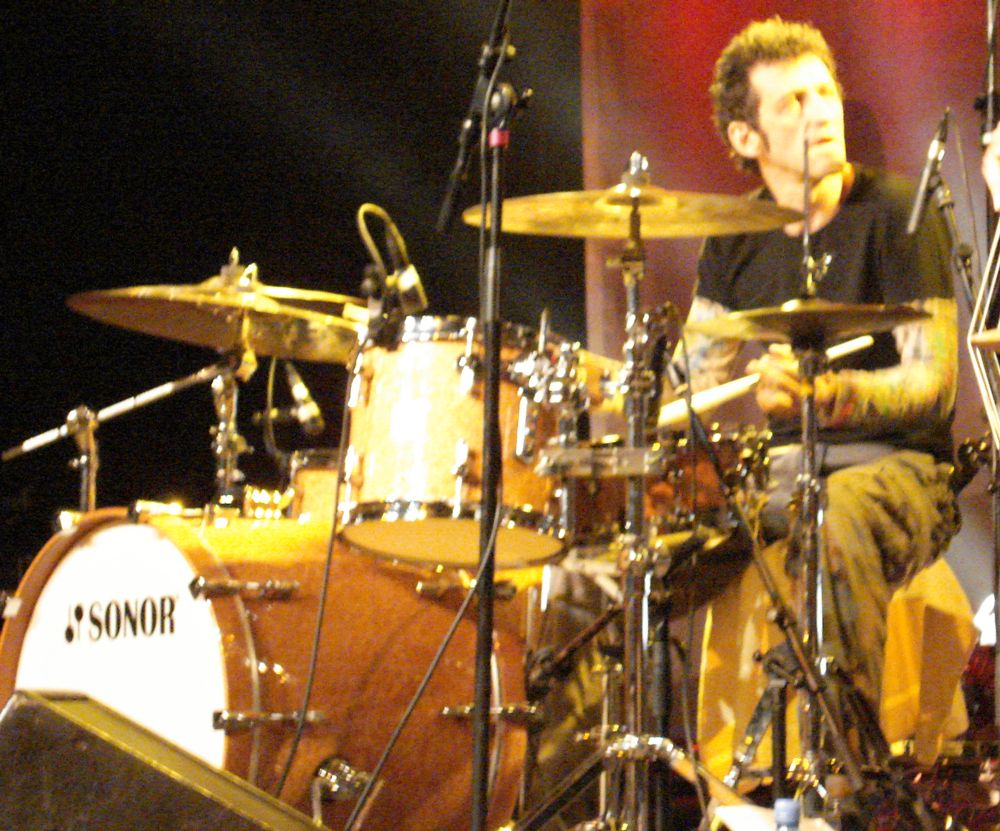
Jojo Mayer

- Aaron Nevezie : ingénieur son et samples

## Discographie

### Albums
- 2009 : Prohibited beats
- 2012 : Live in San Francisco 4-28-12
- 2012 : Live in Seattle 4-25-12
- 2015 : Ghosts of tomorrow
- 2015 : Live in Europe
- 2016 : Ghosts of tomorrow - Vocal collaborations
- 2017 : Nerve
- 2018 : After The Flare
- 2019 : Music For Sharks

### Singles et EP's
- 2010 : ep1
- 2010 : ep2
- 2011 : ep3
- 2011 : ep4
- 2012 : Glitter
- 2014 : EP5

### Compilations
- 2011 : The Distance between zero and one (BNS Records)

## Sources et liens externes
- Site officiel
- Ressources relatives à la musique :   - Bandcamp
  - Discogs
  - MusicBrainz
  - Rate Your Music